# Chico (Texas)
Chico je město v okrese Wise County ve státě Texas ve Spojených státech amerických. V roce 2000 zde žilo 947 obyvatel. S celkovou rozlohou 3,3 km² byla hustota zalidnění 291,2 obyvatel na km².